# Château d'Este
Le château d’Este (Castello Estense en italien), appelé aussi château de Saint Michel, est le monument le plus important de Ferrare, un édifice en briques à plan carré doté de quatre tours défensives, situé en plein centre-ville. 

## La famille d’Este
La maison d'Este, dont le nom dérive de la ville d'Este située dans la région vénète, et de leur fief, a une origine très ancienne. Les premières informations remontent au IXe siècle, lorsque Azzo VI, pendant les luttes intérieures entre les guelfes et gibelins, prit le pouvoir sur Ferrare. Obizzo II, encore enfant, parvint à la seigneurie le 7 février 1264 ; pendant les années suivantes il obtint le même titre à Modène et à Reggio d'Émilie. Une longue période de luttes féroces suivit, mais à la fin du XIIIe siècle le pouvoir des Este était définitivement consolidé.

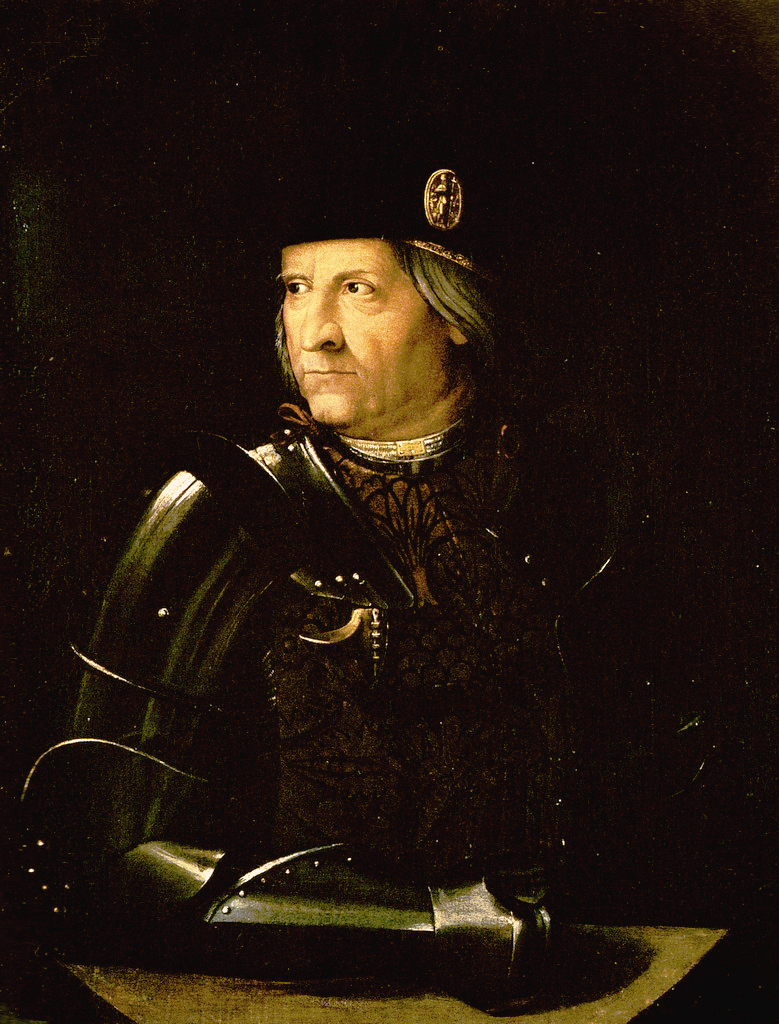
Ercole Ier d'Este.

Commença alors la longue histoire transformant la ville en un des centres culturels et politiques les plus importants en Europe. Sous le marquis Niccolò III, fondateur du prestige international de sa famille et habile politicien, Ferrare abrita en 1438 le Concile Œcuménique. Leonello, élève de Guarino de Vérone, fut un intellectuel distingué, ami d'artistes et d’hommes de lettres, tandis que son successeur Borso obtint le premier, de l'empereur et du pape, le titre de duc de la ville. Hercule Ier fut un des plus importants mécènes d'Europe : protecteur de la musique et hôte des musiciens les plus importants de l'époque ; il aima le théâtre et l'architecture et on lui doit l'agrandissement de la ville au nord, projeté par Biagio Rossetti. 

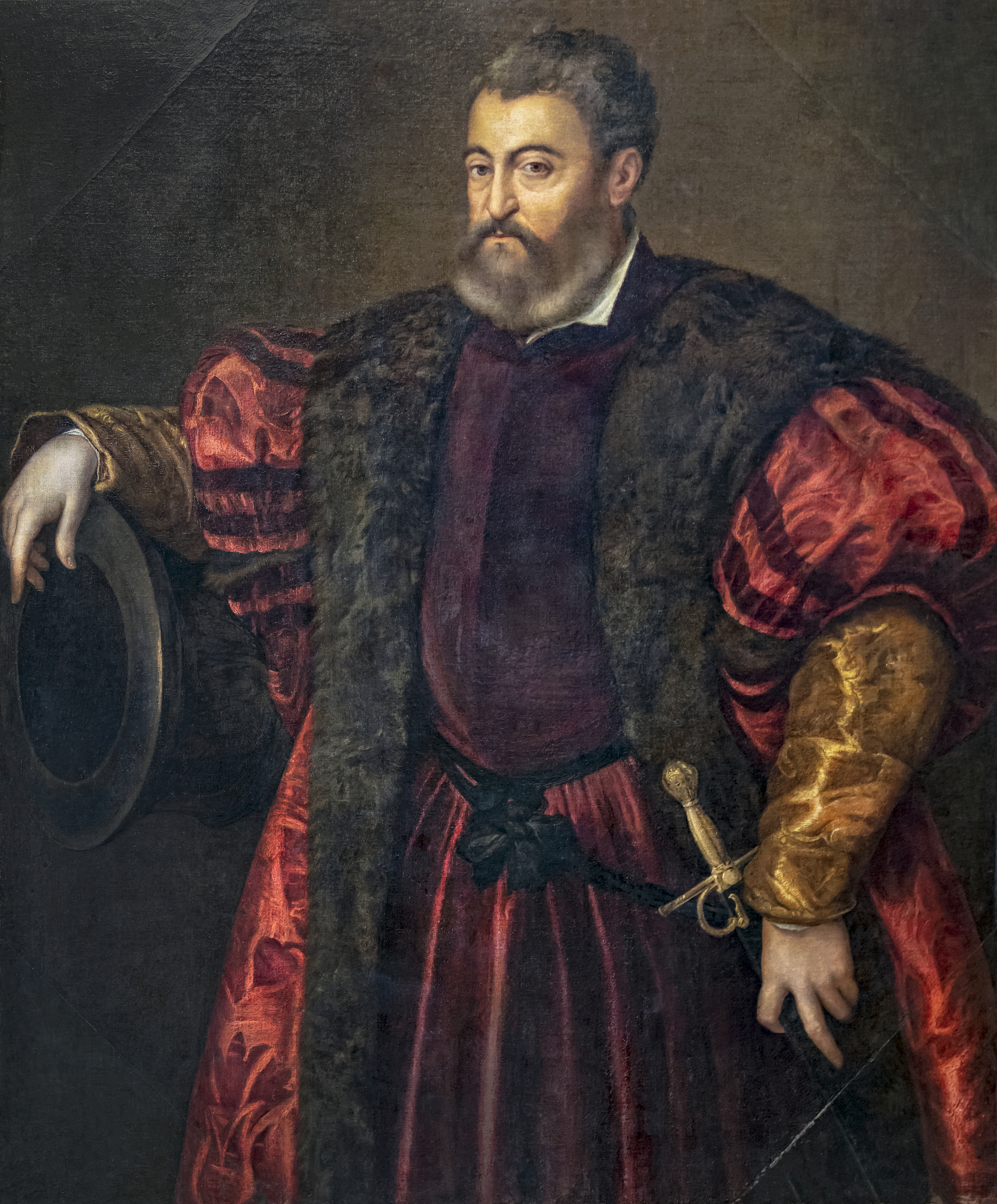
Alphonse Ier d'Este.

Sa femme, Éléonore d'Aragon, administra attentivement son État. Alphonse Ier dut affronter plusieurs guerres mais il n'oublia pas l'art. Sa deuxième femme, Lucrèce Borgia, obtint à Ferrare sa renommée de dame avisée et honnête. Hercule II, mari de Renée de France, dut affronter la difficile époque de la reforme religieuse. Sous le duc Alphonse II s'annonça la fin du pouvoir des Este, néanmoins pendant son domaine la cour fut particulièrement somptueuse et la vie culturelle très vive, surtout grâce aux femmes de sa famille : ses sœurs  Eleonora et Lucrezia, et sa troisième femme, Margherita Gonzaga.
 Alphonse II mort sans héritiers légitimes, Cesare, descendant d'une autre branche, s'apprêta à défendre les droits de sa famille, mais en vain : le pape Clément VIII lui imposa de quitter la ville et en face d'une armée papale aguerrie, il abandonna Ferrare le mois de janvier du 1598, pour gagner Modène, qui devint la nouvelle capitale des Estes.
Derrière eux les Estes laissèrent le souvenir d'une des cours les plus importantes en Europe. Il est impossible de citer tous les personnages qui la fréquentèrent, il suffit d'évoquer les hommes de lettres les plus fameux dont Pétrarque, Guarino de Vérone, Matteo Maria Boiardo, L'Arioste, Giovanni Battista Guarini, Giovan Battista Giraldi Cinzio (Shakespeare s'inspira de ses œuvres) et l'auteur de la Jérusalem libéré, Le Tasse. Parmi les musiciens il faut rappeler Josquin des Prés, Jacob Obrecht, Adrien Willaert, Cyprien de Rore, Carlo Gesualdo et Luzzasco Luzzaschi. Les visites de Pisanello, Piero della Francesca et Rogier van der Weyden donnèrent une forte impulsion à la peinture ; une école locale se développa et des artistes importants continuèrent à visiter Ferrara. Pour la cour travaillèrent Cosmè Tura, Ercole de’ Roberti, Francesco del Cossa, Lorenzo Costa, Titien, Dosso Dossi, Garofalo, Girolamo da Carpi. Et encore  l'architecte Leon Battista Alberti et Biagio Rossetti, maître de l'urbanisme moderne ; les sculpteurs Domenico di Paris et Alfonso Lombardi, les tapissiers Karcher.

## Histoire du château

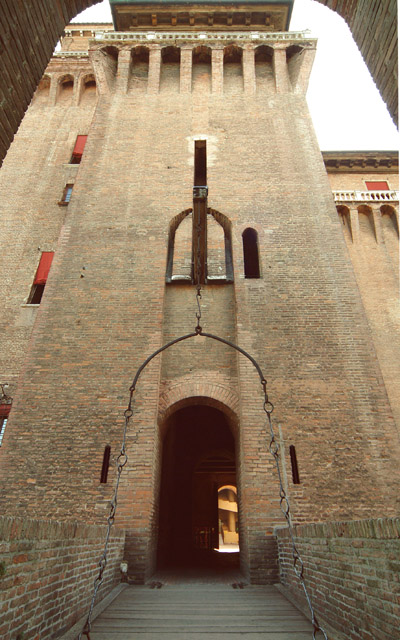

En 1385 à la suite d'une dangereuse révolte qui se termina par le massacre du ministre des Octrois Tommaso da Tortona, retenu responsable de la grave situation économique des citoyens, par la foule déchaînée, Niccolò II d’Este, marquis de Ferrara, comprit la nécessité de construire une puissante défense pour sa famille et pour lui-même : c'est ainsi que naquit le château de San Michele, une forteresse érigée contre le peuple, au nord du palais ducal. Niccolò chargea du projet son architecte Bartolino de Novare qui s’inspira d’une tour préexistante (tour des Lions) faisant partie des anciens remparts, situés plus au sud des actuels, environ à la hauteur des boulevards Cavour-Giovecca. Il érigea trois autres tours en les reliant avec des murs imposants. Un passage couvert (peut être en bois) reliait l’édifice militaire au palais des marquis pour permettre de passer facilement d’un bâtiment à l’autre.
Les siècles passèrent et les risques de révoltes cessèrent ; la ville s’agrandit et les remparts furent déplacés. Le château joue principalement un rôle de refuge en cas d'attaque d'ennemis ou de la population. Il abrite la garnison ducale et les prisons. En 1450, Borso d'Este fait aménager l'une des ailes du château pour y installer sa cour .
Le château devint rapidement la magnifique résidence de la cour et fut enrichi de fastueux appartements à l’époque de Hercule Ier. Ce dernier fait réaliser une voie couverte, terminée en 1479, pour relier le château à la vieille résidence ducale, le Palazzo del Corte. Après la tentative de coup d'État de 1476, la duchesse Éléonore décide en 1477 d'y résider avec ses enfants. Des appartements peints et décorés de tapisseries y sont aménagés. Ils occupent la tour de la Marchexana et l'aile nord en direction de la Torre San Michele, dotée d'un balcon fermé au plafond sculpté et soutenu par des colonnes peintes et décoré d'une vue de Naples, souvenir des origines d'Éléonore d'Aragon. En 1477, la duchesse fait aménager au nord-est du château et séparé de lui par des douves, un jardin planté d'arbres fruitiers entouré de murs, doté d'un étang à poissons. De nouveaux appartements sont aménagés tout autour avec des communs et une salle de bains. Le pavillon de la fontaine, situé en son centre, au toit surmonté d'une statue dorée d'Hercule et supporté par seize colonnes, abrite les dames de la cour lors des fortes chaleurs estivales. En 1481, Éléonore d'Aragon fait construire de nouvelles salles autour du jardin dont une loggia peinte et sculptée. Trois ans plus tard, un oratoire et de nouvelles chambres sont ajoutés à l'étage ; en 1489, une chapelle est construite et l'ensemble est réaménagé. Ce jardin secret est avant tout un lieu de retrait pour la duchesse et ses enfants, mais il reçoit parfois des visiteurs.

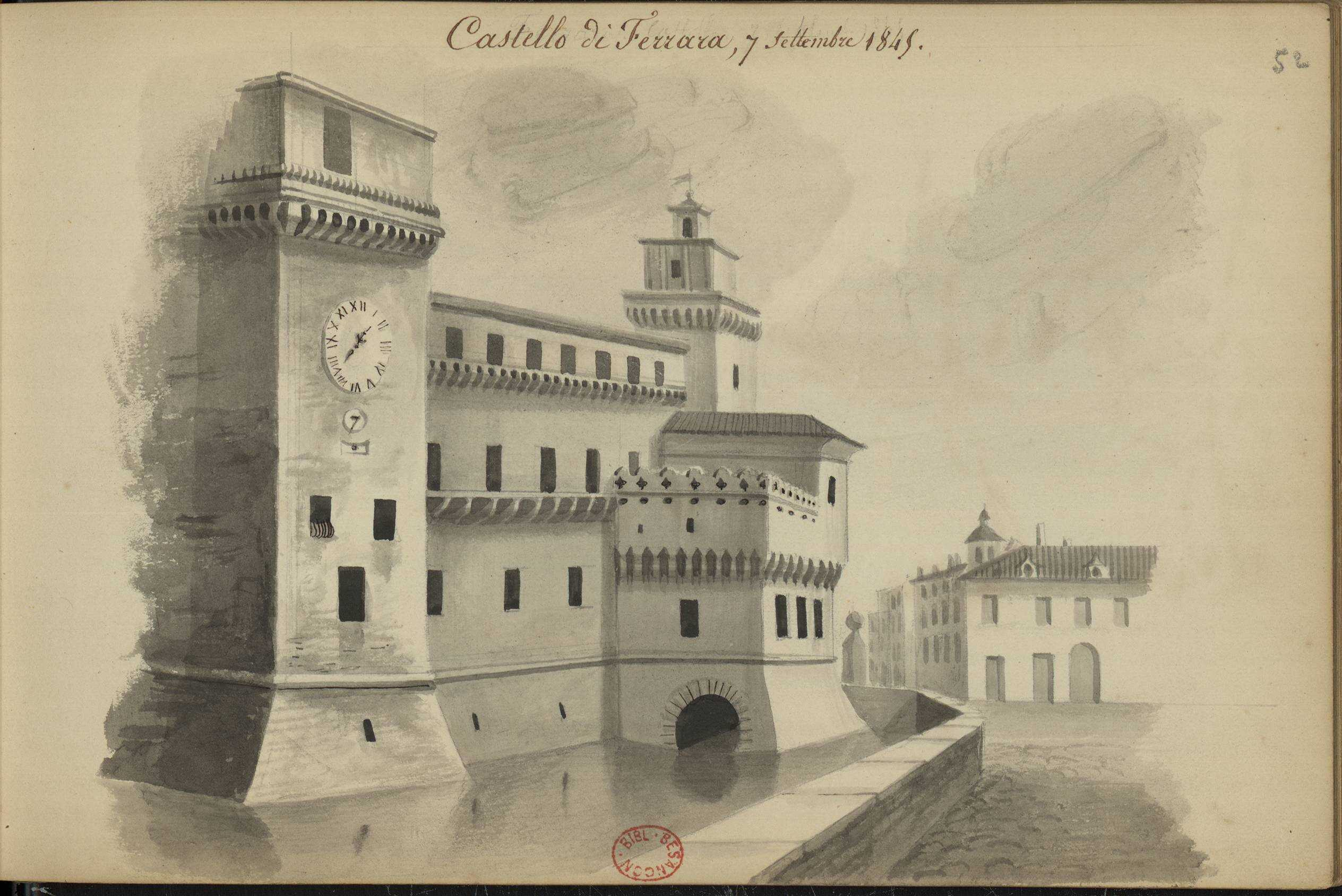
Le château d'Este en 1845 d'après Désiré Monnier.

Les travaux donnant au château son aspect actuel furent commissionnés par Hercule II en 1544 après un incendie qui avait endommagé la structure d’origine. L’architecte Girolamo da Carpi donna au château son aspect extérieur que purent représenter les artistes du XIXe siècle et que l'on peut admirer encore aujourd’hui, tandis que les milieux à l’intérieur furent refaits plusieurs fois au cours des siècles. Après le départ des ducs d’Este, le château fut le siège des vice-légats, ou gouverneurs papaux de la ville, qui administraient le territoire pour quatre ans. Ils n’apportèrent que quelques transformations au bâtiment, dont la plus évidente fut la plus grande élévation de l’avant-corps nord (où actuellement il y a les salles abritant la cafétéria). Après l’unification de l’Italie il fut acheté par l’administration provinciale, qui en est encore la propriétaire.
Une tourelle a été endommagée lors des séismes de mai 2012 en Émilie-Romagne. Elle a été aussitôt restaurée.

## Extérieur

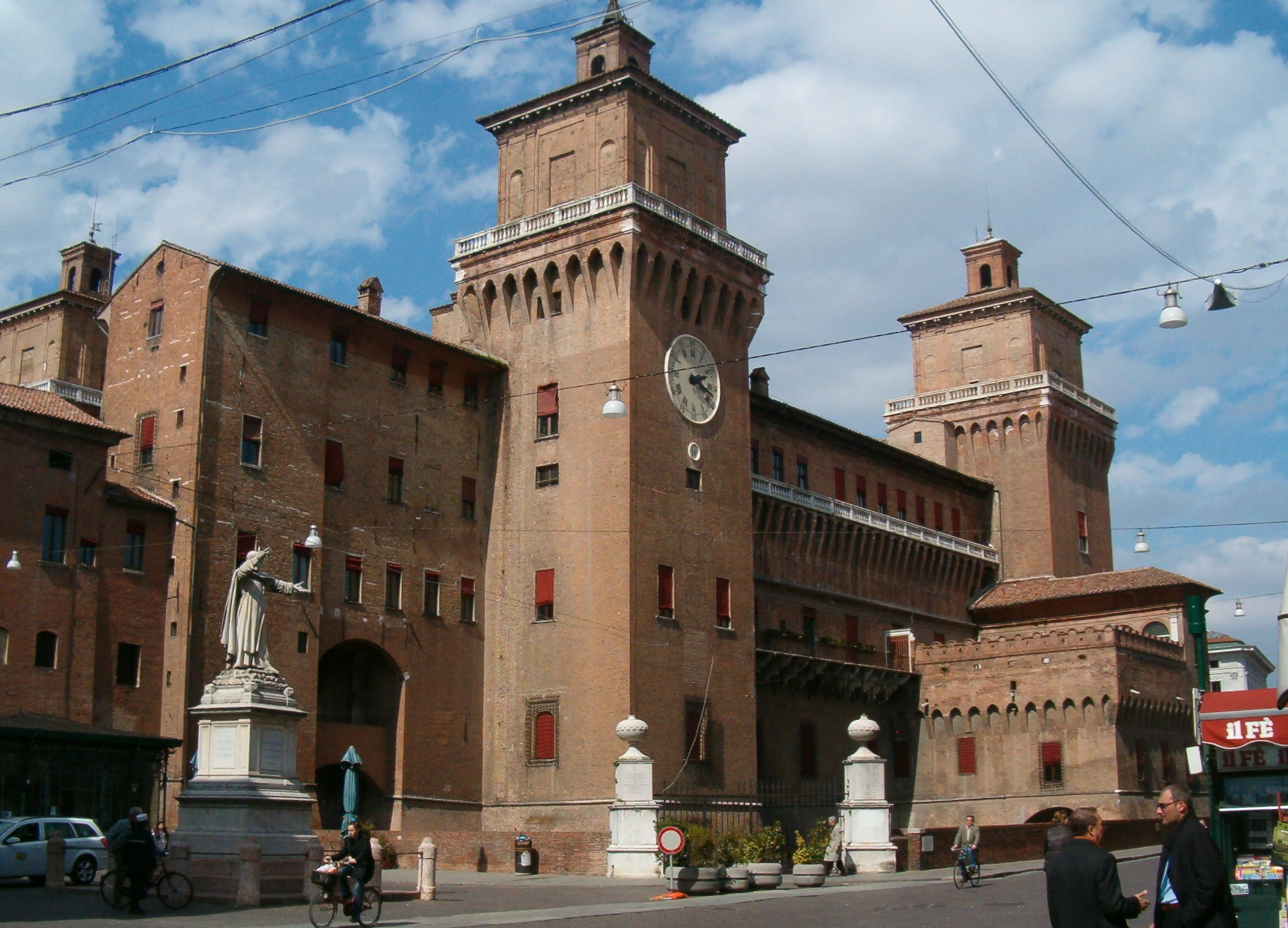

L'extérieur du château présente l'aspect que lui donna Girolamo da Carpi dans la deuxième moitié du 1500. Entouré par une douve, il garde trois entrées avec pont-levis, protégées  par des avant-corps en brique. La quatrième entrée, à l'est, fut sacrifiée pour laisser la place aux cuisines.
La partie la plus basse du bâtiment évoque encore une forteresse médiévale, mais en haut Carpi substitua les crénelures avec d'élégantes balustrades en pierre blanche, et édifia un deuxième étage couvert d'un toit en pente. Les tours furent rendues plus élégantes par la construction des miradors. La cour, aujourd'hui plutôt austère, était autrefois décorée à fresques, comme on peut encore remarquer dans quelques endroits. En haut, en particulier, se trouvaient les portraits des ancêtres (vraies ou prétendus) des Estes : les seuls qui ont survécu, endommagés mais lisibles, ont été détachés et mis sous le portique dans la cour. Les puits étaient destinés à l'approvisionnement d'eau à l'occasion des sièges, tandis que les boulets en pierre aux quatre coins de la cour étaient des munitions pour les catapultes.

## Rez-de-chaussée

### Salles gothiques

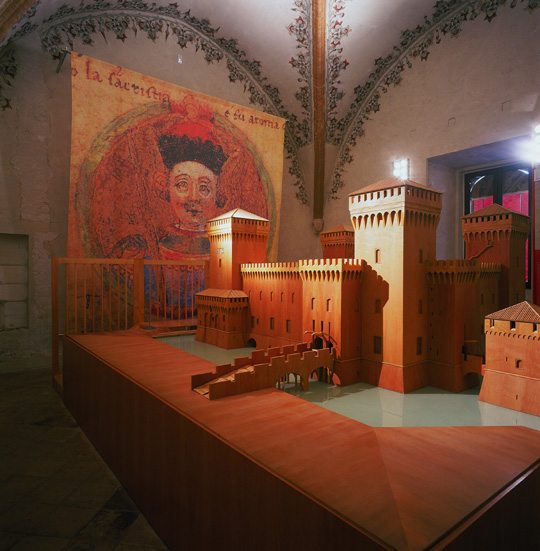

Au rez-de-chaussée on peut visiter quatre jolies pièces à croisées d'ogives. La première salle, certainement la plus belle, garde encore une riche décoration florale aux quatre coins de la voûte. Elle est dédiée à Niccolò II (dont le portrait ressort en face de l’entrée), bâtisseur du château. Au milieu une magnifique maquette de la forteresse montre sa structure d’origine.
Les trois salles suivantes sont dédiées aux marquis Alberto et Niccolò III, Leonello et Borso, premier duc de la ville. Des panneaux illustrent la vie politique et culturelle de leur époque.

### Cuisines
L’entrée sud au château fut agrandie pour abriter les cuisines de la cour. La première pièce, longue et étroite, montre les éléments des deux différentes fonctions, militaire et civile, qui se sont succédé au cours des siècles : en face de l’entrée on voit les traces d’une cheminée, tandis qu’aux parois il y a encore des meurtrières. Dans la deuxième pièce, plus vaste et lumineuse, on a construit quelques fours. Sur une paroi ressort le portrait de Cristoforo da Messisbugo, l’écuyer tranchant le plus célèbre des Estes (il s’occupait de plusieurs affaires pratiques de la vie chez la cour, organisait des spectacles, dirigeait les cuisines, préparait à l’occasion les déplacements de la famille vers leurs résidences à la campagne.)

### Salle du Cordolo
Son nom est tiré de la poutre de  bordure, la décoration en marbre qu’on peut admirer le long de la paroi droite, en bas : il s’agit de la poutre de bordure extérieure de la Tour des Lions englobée dans la structure du château. Probablement ce milieu faisait fonction de poste de garde.

### Prison de Don Giulio
La visite se poursuit avec une vaste cellule où l'on accède par une porte basse et profonde. Sur les murs, les parties recouvertes de plâtre contiennent des mots, des dessins des prisonniers du XVIe siècle, dont un échiquier rond où on peut lire, dans les cases blanches, entre autres, la phrase : « io sono il sfortunato Marco…privo della sua libertà » (« je suis le malheureux Marco…privé de sa liberté »). Dans cette prison fut enfermé pendant de longues années Giulio d’Este, frère d’Alphonse Ier et  protagoniste d’un événement aussi célèbre que malheureux. 
Giulio et le cardinal Ippolito, frères d’Alphonse Ier, couvaient d’anciennes rancunes. Ils étaient tombés amoureux de la même demoiselle, peut être Angela Borgia, cousine de la duchesse Lucrèce. Cette jolie fille accordait ses faveurs à Giulio et un jour elle affirma publiquement que les seuls yeux de ce dernier valaient plus que toute la personne du cardinal. L’orgueilleux et très vaniteux Ippolito, fou de rage, ordonna  à ses servants de prendre Giulio, le tuer et lui enlever les yeux. L’ordre ne fut pas accompli mais le pauvre Giulio fut tabassé jusqu’au sang et il perdit un œil. Depuis ce moment-là il commença à ourdir la mort d’Ippolito et se fit aider d’un autre frère, Ferrante, dont l’ambition était de se substituer à Alphonse. La conjuration fut mal ourdie et tôt découverte : tous les alliés furent condamnés à mort, tandis que les des deux frères furent « généreusement » emprisonnés dans le château. Ils furent enfermés dans cette prison en 1506. Ferrante y mourut. Giulio fut libéré en 1559, lorsqu’Alphonse II lui fit grâce. Il avait 81 ans et il avait passé cinquante-trois dans cette prison.

### Prisons de Ugo et Parisina

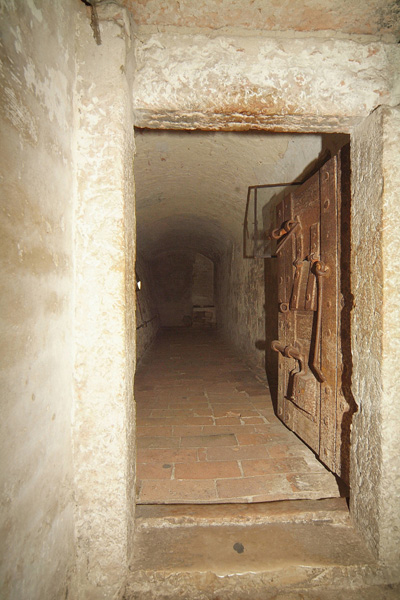
Prison de Parisina.

En parcourant le couloir côtoyant la prison de Don Giulio, on atteint un petit et raide escalier amenant aux « prisons de Ugo et Parisina », les amants malheureux, protagonistes d'une des pages les plus dramatiques de l'histoire des Estes.
Parisina Malatesta, deuxième épouse du marquis Niccolo III, un homme libertin et beaucoup plus âgé que sa femme, vivait un mariage serein, mais après sept ans elle tomba amoureuse, et cela fut réciproque, de son beau-fils Ugo. Ce dernier était né de la relation entre le marquis et Stella dei Tolomei, sa favorite. Les deux jeunes furent surpris, rapidement jugés et enfin décapités, après un bref emprisonnement dans les cachots du château. C'était l'an 1425, Parisina avait vingt ans, Ugo encore dix-neuf.
En descendant ce petit escalier on trouve à gauche la prison de Parisina et à droite, au bout du couloir, celle de Ugo ; à remarquer sur le plafond des inscriptions faites par des prisonniers à l’aide de la fumée des bougies.

### Rampe des Artilleries
En sortant des prisons on monte un court escalier aboutissant sur une longue rampe en brique, jadis  destinée à l’artillerie, qui permet de rejoindre le premier étage.

## Premier étage

### Galerie des Duchesses
Un court et moderne escalier aboutit dans une pièce lumineuse gardant seulement quelques fragments des anciennes décorations. Les panneaux décrivent les histoires des ducs et des duchesses d’Este et leurs interventions dans la structure du château. C’est ici que commence la visite des appartements des ducs et des vice-légats.

### Loggia et jardin des Orangers

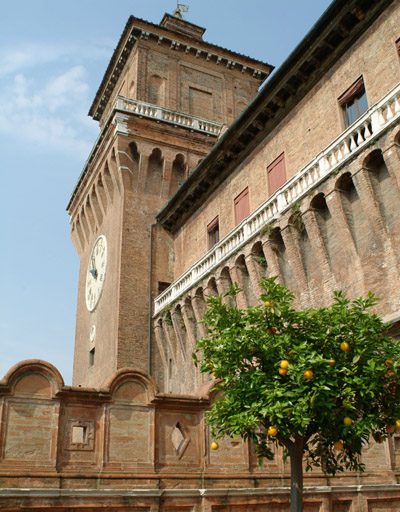
Le jardin des Orangers.

C'est un petit jardin suspendu destiné aux duchesses et à  leurs amis intimes, d'où ils admiraient la ville sans être vus et en jouissant du parfum des fleurs des orangers. Le mur d’enceinte fut projeté par Girolamo da Carpi dans la deuxième moitié du 1500. La terrasse était décorée, tout comme aujourd'hui, de grands pots d'agrumes autour desquels on disposait en parterre de petits pots d'autres plantes. La loggia servait de refuge ombragé pour les nobles visiteurs pendant la saison chaude et de serre pour les plantes en hiver.

### Petite salle des Bacchanales
C'est une petite pièce de passage, jadis entièrement recouverte de fresques. Sur la paroi droite on peut encore admirer trois scènes s’inspirant du mythe de Bacchus : Le triomphe d’Ariane, La vendange et Le triomphe de Bacchus.

### Chapelle Ducale
C'est une petite pièce aux élégantes lignes géométriques, destinée aux prières privées. Une ancienne tradition veut que Renée de France, la duchesse sympathisante des calvinistes, commanda cette décoration particulière sans images sacrées. Cette hypothèse est tentante, mais en contradiction avec le plafond où sont peints les Quatre Évangélistes et l'aigle blanc des Estes.

### Salle de l'Aurore
Cette salle se trouve à l’intérieur de la tour des Lions. Les quatre parties du jour sont représentées sur le somptueux plafond : à la droite de celui qui arrive de la chapelle on voit L'Aurore : une jeune déesse ailée qui avance en tirant les rênes du char du soleil. En suivant le sens des aiguilles d'une montre, on rencontre Le Jour, où le char du soleil continue sa route dans toute sa splendeur, précédé par Aurore avec deux flambeaux en main ; le Coucher du soleil, avec le char du soleil qui s'éloigne vers l'horizon ; La Nuit, où Diane, avec un disque lunaire sur le front, rejoint son amant Endymion. Au centre, un vieil homme assis au milieu des Parques, les déesses de la vie et de la mort, représente le temps. 

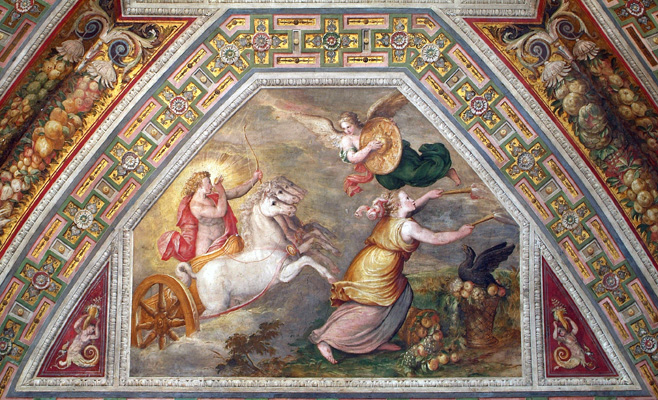
Salle de l'Aurore - Le Jour.

En dessous, on peut voir des petits enfants avancer sur des chars tirés par toutes sortes d'animaux. 
Les grands miroirs caractérisant ces salles ont été voulus par l’architecte Gae Aulenti comme souvenir du nom de ces pièces, appelées dans les documents anciens : « appartement du miroir ».

### Petite salle des Jeux
La ronde des Quatre saisons décore le milieu du plafond et est entourée de fresques représentant des scènes de « jeux » de la Rome antique ; sur la longue paroi intérieure on peut voir une Bacchanale ;  en face la Lutte avec les Cestes, une sorte de boxe où les adversaires ont autour des mains des bandages appelés, précisément, "cestes". Les deux parois courtes représentent des luttes de gladiateurs. En dessous, on peut observer des jeux d'enfants selon le style pictural de la Rome antique.

### Montée à la tour des Lions
De cette salle on monte, avec un billet spécial, jusqu’aux balustrades de la tour des Lions, d’où il est possible d’admirer Ferrara d’en haut en reconnaissant facilement les principaux monuments de la ville.

### Chambre des Poisons
Il semble qu'elle était utilisée par le pharmacien de la cour pour préparer des médicaments et, selon certains, aussi des poisons utilisés contre les ennemis politiques. Le plafond date du XXe siècle et représente l'Italie entourée des symboles des conquêtes de la période fasciste.

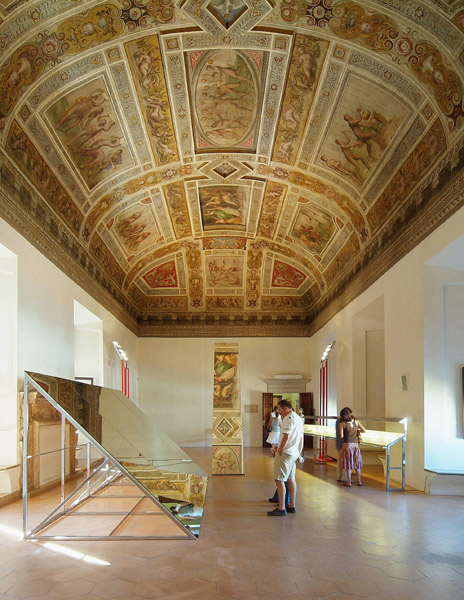
La salle de Jeux.

### Salle des Jeux

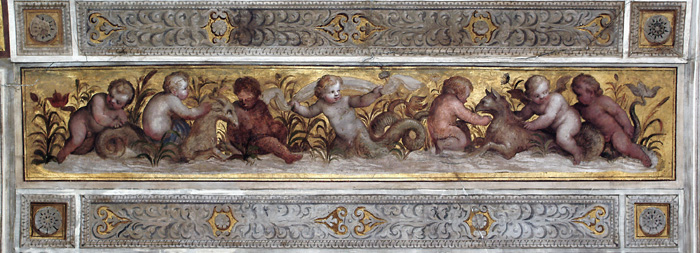
Salle des Jeux - Les Jeux d'enfants.

Cette grande salle était destinée aux divertissements du soir, comme les concerts ou les jeux. Le plafond se divise en onze panneaux, contenant chacun une scène de sport, selon les goûts du duc Alphonse II. Ils ne sont pas tous de la même main : les plus appréciés donnent sur la cour et sont l'œuvre de Sebastiano Filippi, dit Bastianino, ils représentent, à partir de gauche, la lutte libre, le lancer des pierres et la lutte gréco-romaine. Les athlètes sont nus en hommage aux traditions de la Grèce antique. Sur la paroi courte, à côté de la lutte gréco-romaine, il y la natation, elle aussi de Bastianino. Il faut dépasser le grand escalier en marbre pour rejoindre des pièces abritant des services pour le touriste. Il ne faut pas manquer de traverser la cafétéria pour donner un coup d’œil au balcon couvert voulu par les vice-légats, d’où l’on jouit d’une magnifique vue sur les trois principales routes de la ville.

### Chambre de la Tour de Sainte Catherine
Jadis la première chambre de l’«Appartement de la Patience» voulu par Hercule II, elle garde un plafond en style néo-Renaissance et, en dessous, une bande avec les signes du zodiaque. Cette salle est dominée par une reproduction de la ville datant du XVIIIe siècle et dont l’auteur est Andrea Bolzoni.

### Antichambre de la Galerie
Cette chambre précédait autrefois une longue galerie voulue par Hercule II sur l’exemple de celles que les grands souverains de son époque faisaient ériger dans leurs résidences.  Dans la bande du plafond néo-renaissance sont représentées quelques-unes des armoiries des Estes. Cette pièce est dominée par un grand panneau reproduisant une estampe ancienne : on y peut reconnaître Ferrara et le Pô encore navigable. Au fond de la place principale (à droite on voit la cathédrale, à gauche le palais ducal, derrière lequel poussent les tours du château), on entrevoit une porte qui la ferme. Derrière le noyau habité on revoit aussi les anciens remparts. Mais en haut on reconnaît d’autres murs d’enceinte, plus vastes, entourant une zone peu peuplée. Il s’agit évidemment d’une reproduction de Ferrara à la fin du 1400, c’est-à-dire à l’époque où l’architecte Biagio Rossetti avait commencé l’agrandissement de la ville voulu par Hercule Ier(Addizione Erculea) et avait déjà érigé au nord les nouveaux remparts, tandis que les anciens attendaient d’être détruits.

### Salle d’Hector et Andromaque
Elle fut obtenue en réduisant la galerie. Au XIXe siècle le cardinal Tommaso Benetti fit décorer le plafond avec une scène épique : Hector quitte son fils et sa femme Andromaque (Iliade, VI). Le grand panneau reproduit une fresque avec les territoires des Estes : le duché de Ferrara au milieu, Modène et Reggio à gauche.

### Salle de la Galerie
Cette grande pièce a perdu complètement sa décoration d’origine. Ses parois étaient peintes à fresque avec des vues des villes du duché. Les panneaux sont dédiés aux résidences ludiques des Estes, les dites « Delizie ». Le grand panneau du plafond reproduit le territoire de Ferrara à l’époque de Napoléon.

### Salle des Assainissements
Elle est dédiée aux œuvres d’assainissement du territoire au cours des siècles.

### Salle de la Tour de Saint Paul
Élégante pièce décorée avec des grotesques de l’époque néo-classique, des médaillons et des divinités

### Antichambre du Gouvernement
C'est dans cette petite pièce qu'attendaient les personnes qui demandaient audience au duc. Le plafond est richement décoré à fresque. Le parterre est de l’époque des Estes.

### Salle du Gouvernement

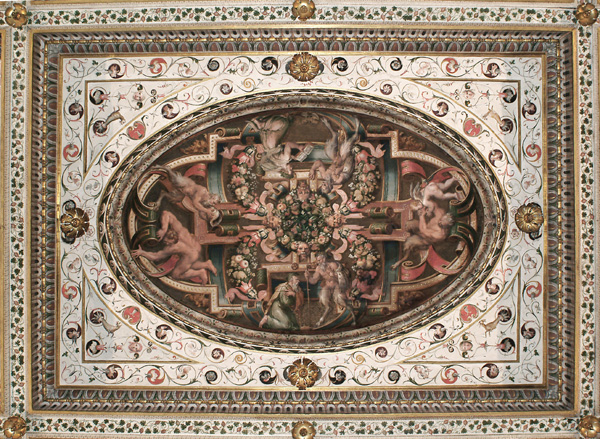
Plafond de la salle du Gouvernement.

Elle a été voulue par Hercule II(1534-1559) pour expédier les affaires du gouvernement; elle possède encore son splendide plafond d'origine à caissons peints et dorés, un des plus beaux du genre en Italie. Dans le grand ovale du centre, représentation du dieu Pan. Les autres compartiments contiennent d'autres figures mythologiques. Le tout doit être lu comme une célébration du prince et de son règne juste.

### Salle de la Dévolution
Le plafond, XIXe siècle, raconte la dévolution de Ferrara, à savoir son passage du pouvoir des Estes à celui des papes, qui eut lieu en 1598. Les quatre fresques se lisent dans le sens des aiguilles d'une montre, à partir du côté qui donne sur la salle du Gouvernement : dans la première fresque on peut voir Lucrezia d'Este en train de converser avec le cardinal Pietro Aldobrandini, neveu du pape ; au premier plan deux secrétaires rédigent la convention qui sera ensuite signée par les deux plénipotentiaires. Dans la deuxième, le duc Cesare d'Este, entouré de dignitaires, quitte à cheval la ville perdue en direction de Modène, déclarée nouvelle capitale de ses États. Dans la troisième fresque, le cardinal Aldobrandini arrive à Ferrara le jour après le départ du duc. Enfin dans la quatrième fresque, on représente une des nombreuses réjouissances organisées en honneur du pape Clément VIII, venu prendre possession de la ville : dans le fossé du château des femmes rivalisent en vitesse sur des embarcations typiques des marais, les batane.

### Salle des Paysages
Le nom de cette salle dérive de la frise décorée de précieuses fresques reproduisant des paysages, qui furent peints au XVIIIe siècle par un peintre inconnu (peut-être Giuseppe Zola).

### Salle de la Géographie ou Marchesana
Cette salle se trouve dans la tour de l’horloge ou Marchesana. On y découvre de splendides cartes géographiques du territoire de Ferrara réalisées en 1709-1710. On peut y remarquer l'énorme extension des zones d'eau et des marais, qui ont aujourd'hui disparu en grande partie à la suite des grands travaux d'assainissement.

### Salon bleu
Il se caractérise par son élégant plafond, datant du XIXe siècle, avec des rosaces et des guirlandes.

### Salle des Armoiries

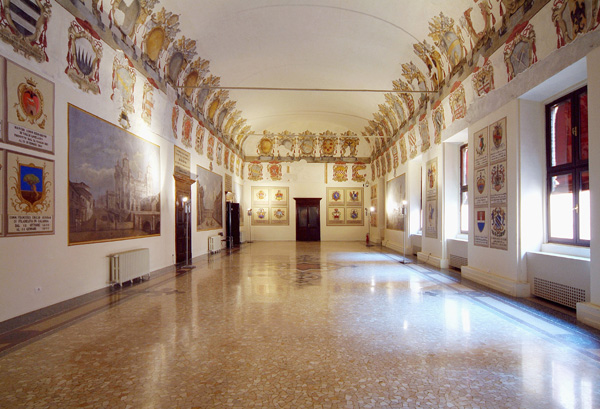
La salle des Armoiries.

Elle se caractérise par une double décoration de la période pontificale. La plus ancienne se compose d'une longue série d'écussons avec la triple couronne et les clés de Pierre : une partie est occupée par les armoiries des papes de Clément VII (1592-1605) à Pie VI (1775-1799), l'autre partie est vide. En dessous, on trouve une décoration avec les armoiries des cardinaux Légats qui résidaient au château : on peut en voir quelques-unes dans la partie haute des quatre parois. Par contre la partie basse est couverte d'une décoration exécutée en 1857, à l'occasion de la visite du pape Pie IX, cachant ainsi les peintures précédentes. On peut admirer d'autres armoiries et certains paysages d'alors : la ville de Ferrare (le château), Comacchio (le Trepponti), Cento (la place principale) et Lugo di Romagna (les portiques), l'abbaye de Pomposa et Bagnacavallo. En sortant du salon un escalier hélicoïdal amène de nouveau dans la cour.